# Aransas County
Aransas County je okres ve státě Texas v USA. Žije zde přibližně 24 tisíc obyvatel. Správním městem okresu je Rockport. Celková rozloha okresu činí 1 367 km².